# フレデリック・フランソン
フレデリック・フランソン（Fredrik Franson、1852年6月17日 - 1908年8月2日）は、スウェーデン系アメリカ人で北米スカンヂナビアン・アライアンス・ミッションの創設者である。

## 生涯
1852年にスウェーデンに生まれる。母親は北欧の敬虔主義の信仰運動の指導者であった。1869年フランソンは一家でアメリカ合衆国へ開拓移民として移住する。
1872年にフランソンは明確な回心を経験する。そして、バプテスト教会で洗礼を受けた。ドワイト・ライマン・ムーディーのリバイバル運動に献身し熱心に伝道した。
1881年に29歳で按手礼を受けて、スカンディナヴィア三国の伝道に向かう。この時イギリスのブリストルのジョージ・ミュラーに出会い、フェイス・ミッションの理念を教えられる。彼の伝道活動はスカンディナヴィア三国の国教会によって迫害されるが、伝道を続けてドイツ、スイスなどのヨーロッパや中近東でも伝道をした。この時、ハドソン・テイラーに出会い大きな感化を受けた。テイラーのフェイス・ミッションであるチャイナ・インランド・ミッションの精神に賛同し、宣教師派遣の活動に協力した。
1891年フランソンは、ハドソン・テーラーのチャイナ・インランド・ミッションにならい、スカンジナビア・アライアンス・ミッションをアメリカ合衆国のシカゴで設立する。
1891年11月フランソンのアピールにより、15名の宣教師が日本に派遣される。その宣教師たちの伝道により生まれた日本人教会が日本同盟基督協会(後の、日本同盟基督教団)を形成する。
1894年に来日し、日本組合基督教会の指導者で霊南坂教会の牧師小崎弘道に会い、日本宣教のついての助言を受ける。小崎の提案で、日本で福音が伝えられていない、飛騨地方と伊豆諸島への伝道が開始される。
1897年にストックホルムで超教派のスウェーデン蒙古伝道団を設立する。この団体は日本へ伝道して日本聖書福音教団を設立する。